# Radio Caracas Televisión Internacional
Radio Caracas Televisión Internacional (RCTV Internacional) – wenezuelska telewizja kablowa nadawana z gminy Quinta Crespo sąsiedztwa Caracas. Czasami nawiązuje połączenia z Canal de Bárcenas. Właścicielem jest Empresas 1BC. RCTV Internacional rozpoczęło audycję jako Radio Caracas Televisión (RCTV) 15 listopada 1953 roku.
27 maja 2007 roku, rząd Wenezueli postanowił nie ponawiać koncesji na audycje radiowe RCTV. RCTV emituje program drogą kablową i satelitarną jako RCTV International.

## Wybrane telenowele RCTV
- 1986–1987: Różowa dama
- 1991: Pogarda
- 1992: Kassandra
- 1997: Gorzkie dziedzictwo
- 1998: Za wszelką cenę
- 1999: Tajemnicza kobieta
- 2005: Miłość i przemoc

Źródło: